# Falchovarii

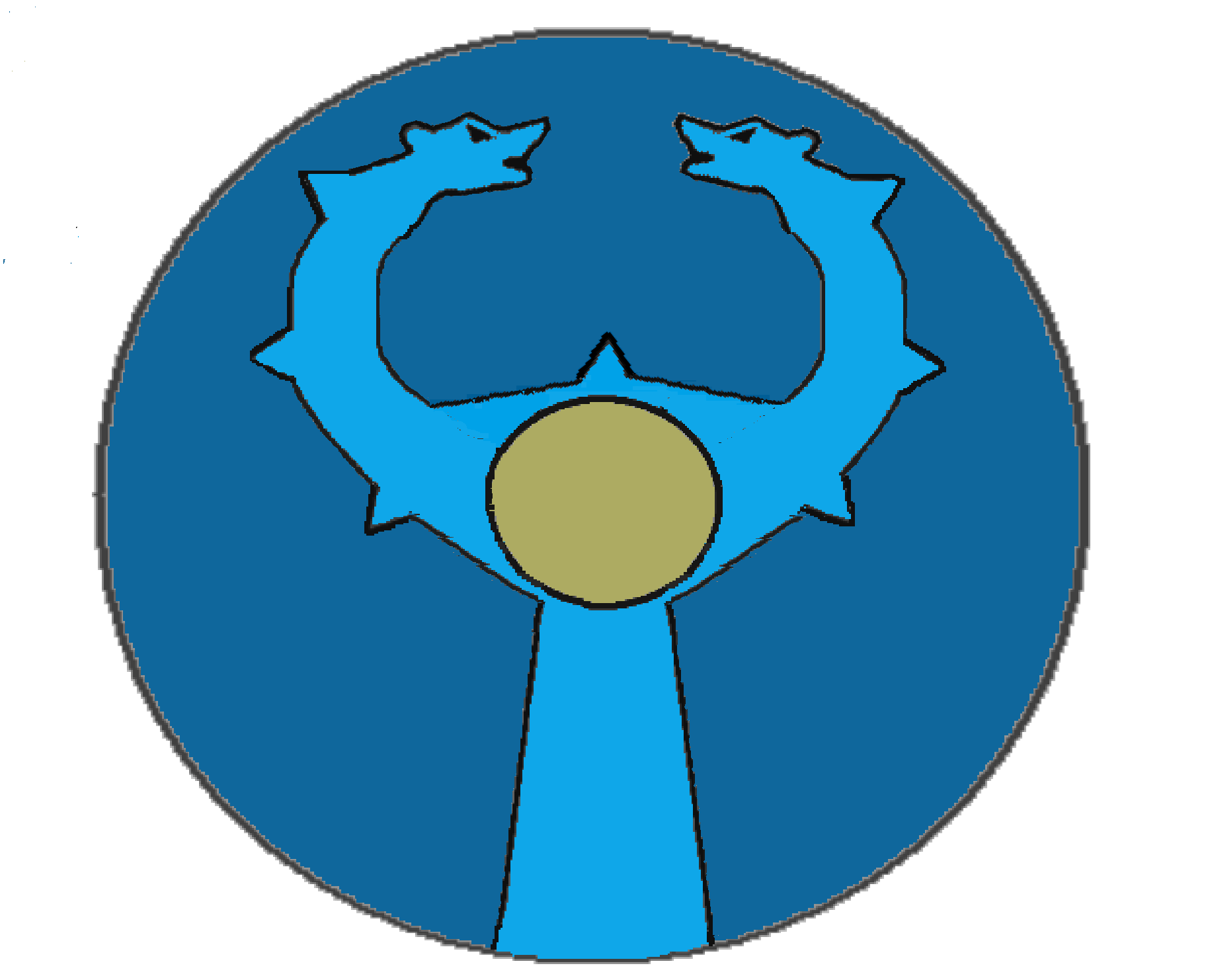
Schildzeichen der Falchovarii (Auxilia palatina) im spätrömischen Feldheer des Magister militum praesentalis II, Notitia dignitatum (Bodleian Manuscript)

Falchovarii ist der Name eines antiken germanischen Volksstamms, der in der Spätantike eine gleichnamige Auxiliartruppe in der römischen Armee stellte.
Die Falchovarii werden in der Notitia dignitatum neben den Tubantes, Mattiaci und Bucinobantes unter anderen als römische Hilfstruppe im Osten des Römischen Reiches genannt. Ihr ursprüngliches Siedlungsgebiet wird am Rhein vermutet. Otto Bremer sah die Falchovarii als Bewohner der Veluwe an, einer Landschaft südlich der Zuidersee. Gustaf Kossinna hält sie für die Westfalen, Rudolf Much dagegen sieht in ihnen sowohl Westfalen als auch Ostfalen.